# Frankfurter Tor (métro de Berlin)
Frankfurter Tor est une station de la ligne 5 du métro de Berlin. Elle est située sous l'intersection de la porte de Francfort où se rejoignent la Frankfurter Allee à l'est, la Karl-Marx-Allee à l'ouest, la Warschauer Straße au sud et la Petersburger Straße au nord, dans le quartier de Friedrichshain, à Berlin en Allemagne.

## Situation sur le réseau

Plan du métro.

Établie en souterrain, Frankfurter Tor  est une station de passage de la ligne 5 du métro de Berlin. Elle est située entre la station Weberwiese, en direction du terminus ouest Hauptbahnhof, et la station Samariterstraße, en direction du terminus est Hönow.
Elle dispose d'un quai central encadré par les deux voies de la ligne.

## Histoire
La station, alors dénommée Petersburger Straße, due à l'architecte suédois Alfred Grenander, est mise en service le 21 décembre 1930 lors de l'ouverture à l'exploitation de la ligne E entre Alexanderplatz et Friedrichsfelde.

## Services aux voyageurs

### Accès et accueil
La station possède huit accès et est équipée d'ascenseurs.

### Desserte
Frankfurter Tor est desservie par les rames circulant sur la ligne 5 du métro.

Installations et desserte
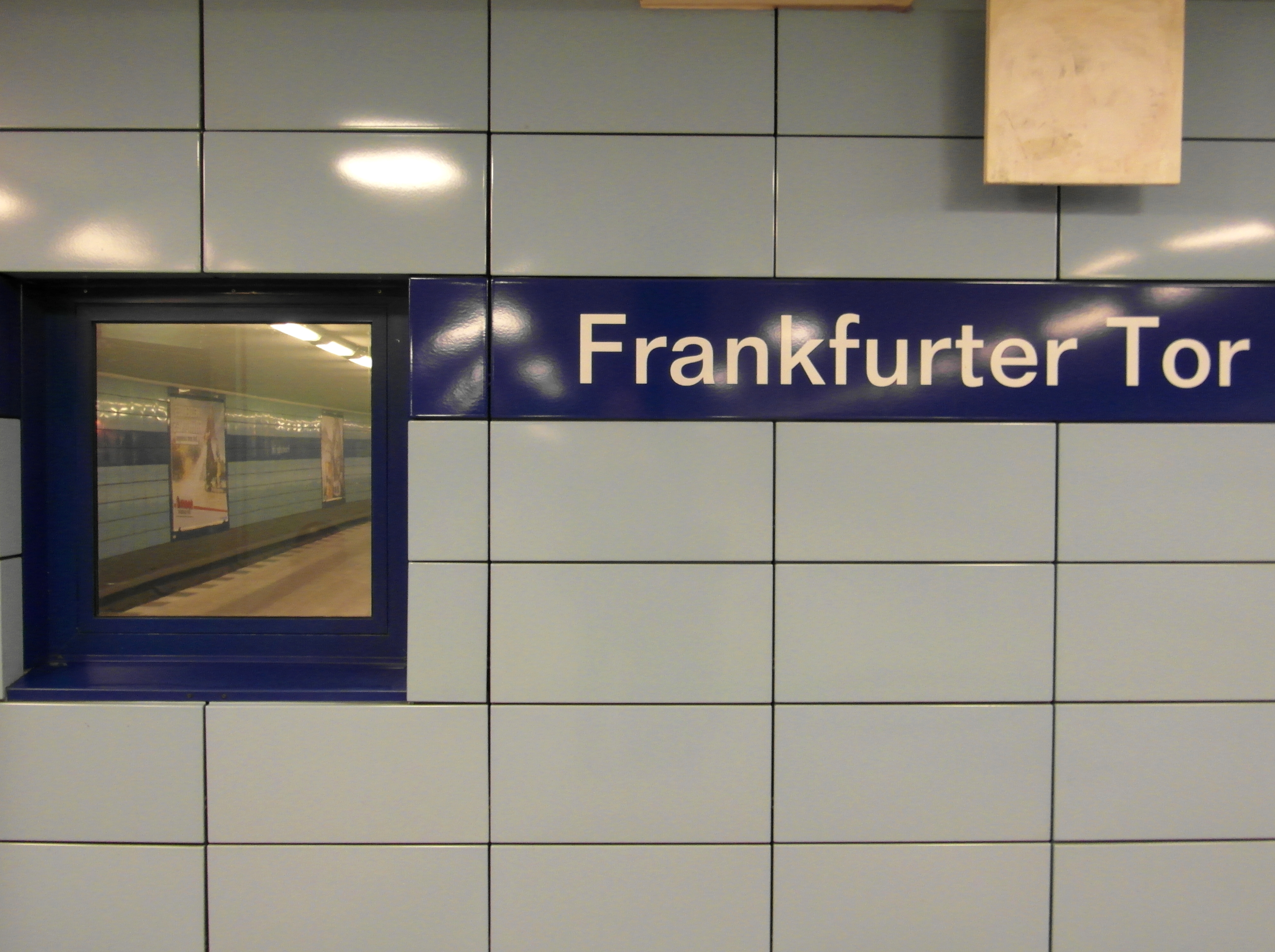
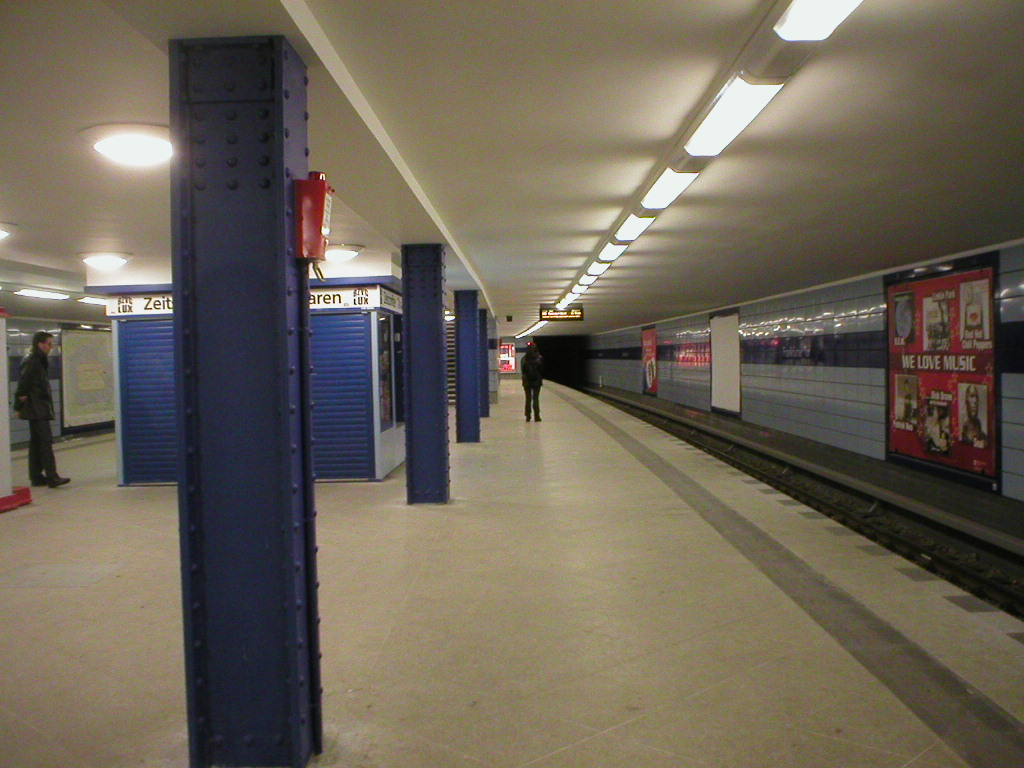
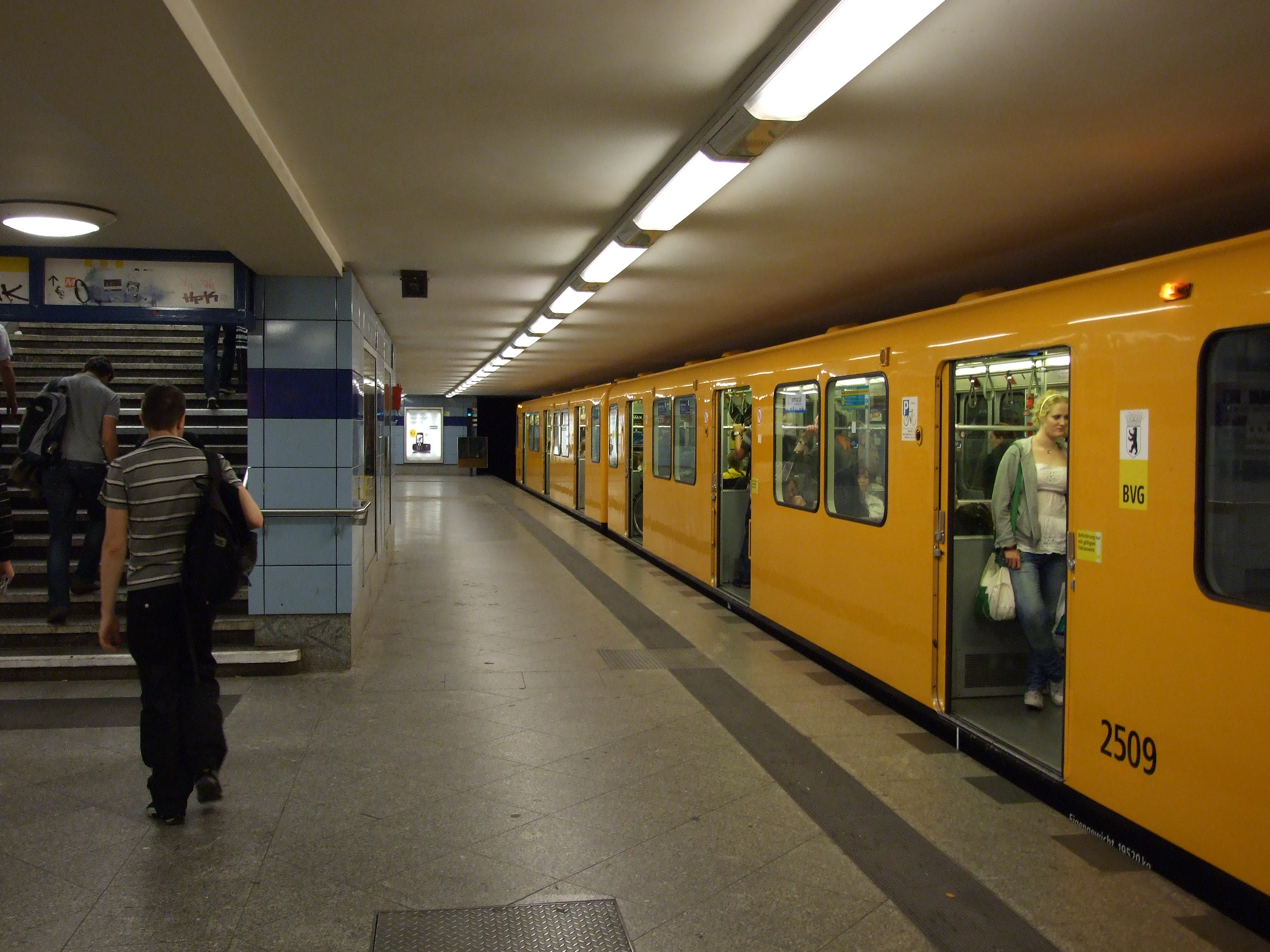

### Intermodalité
La station est en correspondance avec les lignes M10 et 21 du réseau de tramways de la BVG.